# 風と雲と私
「風と雲と私」（かぜとくもとわたし）は熊谷幸子の5枚目のシングル。1994年2月9日発売。販売元は東芝EMI。

## 概要
コマーシャルソングやアイドルへの楽曲提供等マルチに活動をしていたが、自身のヒットは恵まれず、テレビドラマ「夏子の酒」の主題歌に本作が起用されたことでヒットしたシングルとなる。
ヒットを振り返り熊谷は「当時はドラマの主題歌＝ヒットが約束されてた時代。主題歌に採用されるのはなかなか大変で、ホント、幸運でした。」と述べている。

## 収録曲
作詞：マイカプロジェクト　作曲：熊谷幸子　
1. 風と雲と私
編曲：熊谷幸子・新川博
フジテレビ系「夏子の酒」主題歌
KBCラジオ『KBC長浜横丁 居酒屋 清子』テーマソング
2. 紫陽花の坂道
編曲：熊谷幸子・松任谷正隆
3. 風と雲と私　（オリジナル・カラオケ）

## カバー
- 萩原雪歩（落合祐里香） - 「THE IDOLM@STER MASTER SPECIAL#04」に収録。